# Natalie Imboden
Natalie Imboden, née le 4 septembre 1970 (originaire de Täsch), est une personnalité politique suisse du canton de Berne, membre des Verts.
Elle siège au Conseil national de mai 2022 à fin 2023.

## Biographie
Natalie Imboden naît le 4 septembre 1970. Elle est originaire de Täsch, dans le canton du Valais (district de Viège). Elle y passe également son enfance avec son frère.
Elle fait ses études secondaires en internat au lycée-collège Spiritus Sanctus à Brigue, où elle intègre la société d'étudiants Brigensis (de). Elle obtient sa maturité en 1990.
Elle déménage à Berne pour ses études universitaires. Elle y obtient une licence en histoire de l'Université de Berne en 1997. Son mémoire, dirigé par Brigitte Studer, porte sur le travail des femmes et la séparation des sexes au début du xxe siècle,.
Elle travaille ensuite dans des syndicats notamment pour Unia, l'Union syndicale suisse et le Syndicat des services publics.
Elle est secrétaire générale de l'Association suisse des locataires (Asloca) depuis 2018, année où elle succède à Michael Töngi.
Elle est mariée et mère d'un enfant.

## Parcours politique
Elle déclare s'être politisée à la suite de la grève des femmes de 1991.
Elle siège au Grand Conseil du canton de Berne du 1er juin 2010 au 31 mai 2022, après avoir siégé pendant dix ans au Conseil de ville (législatif) de la ville de Berne à partir de 2001,.
Elle copréside les Verts du canton de Berne de mars 2015 à 2020 avec Jan Remund, puis préside seule le parti jusqu'en octobre 2022.
Elle accède au Conseil national le 10 mai 2022 à la suite de la démission de Regula Rytz, après avoir échoué à décrocher un siège en 1999, 2007, 2015 et 2019. Elle est membre de la Commission des institutions politiques (CIP). Elle n'est pas réélue en 2023, à la suite de la perte d'un siège par son parti.